# El Valle de Arroyo Seco
El Valle de Arroyo Seco és una concentració de població designada pel cens dels Estats Units a l'estat de Nou Mèxic. Segons el cens del 2000 tenia 1.149 habitants.

## Demografia
Segons el cens del 2000, El Valle de Arroyo Seco tenia 1.149 habitants, 407 habitatges, i 304 famílies. La densitat de població era de 85,5 habitants per km².
Dels 407 habitatges en un 40,8% hi vivien nens de menys de 18 anys, en un 52,8% hi vivien parelles casades, en un 15,2% dones solteres, i en un 25,3% no eren unitats familiars. En el 18,7% dels habitatges hi vivien persones soles el 3,7% de les quals corresponia a persones de 65 anys o més que vivien soles. El nombre mitjà de persones vivint en cada habitatge era de 2,82 i el nombre mitjà de persones que vivien en cada família era de 3,19.
Per edats la població es repartia de la següent manera: un 30,1% tenia menys de 18 anys, un 9,7% entre 18 i 24, un 27,7% entre 25 i 44, un 24,5% de 45 a 60 i un 8% 65 anys o més.
L'edat mediana era de 34 anys. Per cada 100 dones de 18 o més anys hi havia 103,8 homes.
La renda mediana per habitatge era de 33.056 $ i la renda mediana per família de 42.344 $. Els homes tenien una renda mediana de 40.139 $ mentre que les dones 27.596 $. La renda per capita de la població era de 19.712 $. Aproximadament el 5,7% de les famílies i el 6,6% de la població estaven per davall del llindar de pobresa.

## Poblacions més properes
El següent diagrama mostra les poblacions més properes.